# Isidor Boix i Chaler
Isidor Boix i Chaler (Vinaròs, Baix Maestrat, 1908 - Barcelona, Barcelonès, 1972) fou un mestre i pedagog català d'origen valencià, sindicalista de la FETE-UGT de Catalunya.

## Biografia[1]
Nascut a Vinaròs (Baix Maestrat) l'any 1908, va estudiar la carrera de mestre. Es va casar dues vegades la primera amb Elvira Cañellas l'any 1930, i la segona amb Joaquima Lluch i Angelet. És el pare dels sindicalistes i polítics Isidor Boix i Lluch i Joaquim Boix Lluch.

## Segona República[1]
Després d'acabar la carrera començarà la seva vida professional al barri de “La Barceloneta” on adquireix experiència docent en un barri d'origen mariner i caràcter obrer per la presència d'instal·lacions industrials tan emblemàtiques com "La Vulcano” o “La Maquinista Terrestre i Marítima”. Farà de mestre sis anys a les escoles del “Casino Republicà”, societat cooperativa creada el 1883, situada al carrer Sant Miquel. Els dos darrers cursos ja com a director d'aquell centre que publicava “Barceloneta”, revista elaborada amb aportacions d'alumnes i mestres.
El mes de novembre del 1930 i amb vint-i-dos anys serà destinat a València d'Àneu, (Pallars Sobirà) en l'escola unitària d'aquest població on posarà en marxa propostes d'escola activa en aquells anys de plenitud pedagògica i personal. El seu “ ideal de fer l'escola la casa del poble és molt factible...” escriu. En el terreny erm al costat de l'escola iniciarà el seu projecte educatiu. Escriu: ” ...A l'hora del pati la canalla neteja l'espai; els pares el llauren i parcel·len perquè cada grup tingui el seu tros on plantar llavors, hortalisses i fruiters de tota mena; aixequen una tanca, primer de fusta, metàl·lica més tard, que envolta el camp. Les reunions sovintegen, s'inicia un treball participatiu escola-famílies fins al punt que tot el poble s'interessa pel que es fa a estudi; els alumnes aprofiten les activitats agrícoles per formar-se en àlgebra, geometria, dibuix, naturals, lectura, escriptura,... “, iniciarà una mutualitat escolar, fundarà un museu i renovarà la biblioteca, etc.
Poc després arriba a la població una mestra que aviat serà la seva primera esposa Elvira Cañellas i Mercè. Els dos impulsaran la renovació pedagògica al Pallars. En col·laboració amb el grup de la plana “Batec” constituïren “Renovació”, associació de mestres que reuneix els joves mestres dels pobles del Pallars organitzant diverses trobades pedagògiques. Serà el primer orador en la qual es fa a Espot l'any 1932.
El mateix 1932 la Junta per a l'Ampliació d'Estudis creada per promocionar la investigació i l'educació científica, presidida pel Nobel Santiago Ramón y Cajal, li atorga l'ajut per romandre l'estiu a l'"Institut J.J. Rousseau” de Ginebra (Suïssa), inscrit en un curs impartit pels professors Édouard Claparède,Adolphe Ferrière i Pierre Bovet al voltant dels principis pedagògics i metodològics de l'Escola Moderna.
Als anys següents demanarà, sense èxit, una altra beca per anar a Brussel·les i conèixer la dinàmica de l'escola “L'Hermitatge”; volia familiaritzar-se amb el mètode global de “centres d'interès” desenvolupat pel metge/pedagog Ovide Decroly i que, d'alguna manera, ell havia practicat a l'escola unitària de València d'Àneu.
El 1933, entrà juntament amb la seva esposa al Grup Escolar “Pere Vila” del Patronat Escolar de Barcelona escola, situada davant l'Arc de Triomf, que era modèlica pels seus mètodes pedagògics, la introducció del català a les aules i la importància que es donava a la participació democràtica. En aquests anys Isidor Boix es vincularà a la Federació de Treballadors de l'Ensenyament de la Unió General de Treballadors FETE-UGT. L'agost del 1934 la parella Isidor Boix-Elvira Cañellas forma part de la Missió Pedagògica (projecte de la Universitat Popular. dels anys de la Segona República) que s'organitza a Vinaròs (Baix Maestrat), poble on havia nascut al desembre de l'any vuit. Quatre mesos després, la seva esposa Elvira Cañellas moriria de grip als trenta anys.

## Guerra Civil[1]
El Cop d'estat del 18 de juliol de 1936 i l'inici de la Guerra Civil és a Barcelona, hi continuarà durant els primers mesos de la guerra al “Pere Vila”. A l'octubre i novembre del 1937 era mestre/bibliotecari a l'hospital “Terramar” de Sitges on va estar-hi internat, poc després torna al “Pere Vila”. A l'escola coneixerà la mestra Joaquima Lluch i Angelet amb la qui es casarà el gener del 1939. El més març del trenta-vuit serà mobilitzat i destinat a les oficines de la Direcció General de Transports per Carretera del govern de la Generalitat, fins que l'exèrcit franquista entra a Barcelona, finals de gener del 1939.

## Postguerra[1]
Al febrer de 1939 demana el reingrés al magisteri prèvia la preceptiva declaració jurada que ha de signar i l'adhesió als principis del “Glorioso Movimiento Nacional. Investigat per les seves activitats politicosocials, vinculació a la maçoneria i afiliació a la FETE, sindicat d'ensenyament de la UGT; la Comissió Depuradora del Magisteri de Barcelona, proposa “traslado fuera de la región catalana, con prohibición de solicitar cargos directivos y de confianza en instituciones culturales y de enseñanza”, sanció confirmada a l'Ordre de 27 de novembre de 1940. Els càrrecs pels que l'acusen: “ideologia de izquierda con tendencia separatista”. Demana revisió de pena; la "Comisión Superior Dictaminadora de Expedientes de Depuración del Ministerio de “Educación Nacional”, vistos múltiples informes favorables al mestre i, possiblement, la intercessió del sogre, alcalde franquista del Gornal (comarques de Tarragona) li permet continuar al centre, rebatejat com “Pedro Vila”, amb inhabilitació per qualsevol càrrec directiu o de confiança.
Durant la resta de la postguerra fa de mestre en diversos centres de Barcelona; a l'escola “Àngel Baixera”(Via Laietana), a l'escola “Ramiro Ledesma” de Nou Barris, actual Escola Superior de Conservació i Restauració de Béns Culturals de Catalunya del carrer Aiguablava. Al mil nou-cents seixanta-nou es presenta a oposicions per accedir al Cos de Directors, serà el primer de la promoció i l'anomenen director de l'escola “Duran i Bas”. Dirigia aquell centre del barri de Les Corts quan morí d'una caiguda, el 1r de juliol de 1972. Es dona la circumstància que el seu fill gran, Isidor Boix i Lluch a la clandestinitat per les seves activitats polítiques i sindicals, no pogué assistir al funeral.